# Bernd Munck
Bernd Munck (* 30. Januar 1943 in Wolfsburg) ist ein ehemaliger deutscher Handball-Nationalspieler, der für die Bundesrepublik antrat.
Der Linkshänder begann seine Karriere bei Eintracht Hildesheim und spielte von 1969 bis 1975 für Grün-Weiß Dankersen. Mit Dankersen gewann er in der Bundesliga-Saison 1970/71 die deutsche Meisterschaft im Hallenhandball sowie 1970 und 1971 den Titel im Feldhandball. 1969 und 1970 siegte er mit Dankersen im Feldhandball-Europapokal. Von 1975 bis 1977 spielte er beim Polizei SV Hannover in der damals zweitklassigen Regionalliga Nord. Nach dem Aufstieg der Hannoveraner in die Bundesliga 1977 wechselte Munck als Spielertrainer zur damals unterklassig spielenden TS Großburgwedel, bei der er seine Karriere beendete.
Bernd Munck gehörte bei der Feldhandball-Weltmeisterschaft der Männer 1966 zum deutschen Aufgebot, das den Titel gewann. In der Halle belegte er mit der deutschen Mannschaft 1967 den sechsten Platz, 1970 den fünften Platz und 1974 den neunten Platz. Bei den Olympischen Spielen 1972 gehörte Munck nicht zum deutschen Aufgebot, nachdem er als Kapitän der deutschen Mannschaft wenige Monate vor den Spielen zusammen mit seinem Stellvertreter Hansi Schmidt gegen den von Bundestrainer Werner Vick nominierten Kader und insbesondere gegen die Berücksichtigung von Herbert Lübking protestiert hatte. In der deutschen Handballnationalmannschaft wirkte Munck in 116 Länderspielen mit, davon 105 in der Halle.
Für den Gewinn der Weltmeisterschaft 1966 wurde Munck mit dem Silbernen Lorbeerblatt geehrt.